# Kifissia (metropolitana di Atene)
Kifissia (in greco: Σταθμός Κηφισιάς) è una stazione della metropolitana di Atene, capolinea della linea 1.

## Storia
La stazione venne attivata il 10 agosto 1957, come capolinea della nuova tratta da Iraklio.